# Fockenstein
De Fockenstein is een 1564 meter hoge berg in de deelstaat Beieren, Duitsland.

## Geografie
De Fockenstein maakt deel uit van het gebergte Bayerische Voralpen. De berg bevindt zich ten westen van de Tegernsee.
Tijdens de Maximiliansweg, een lange wandeltocht over de Beierse Alpen, passeert men ook de top van de Fockenstein.